# Goda nyheter för livet

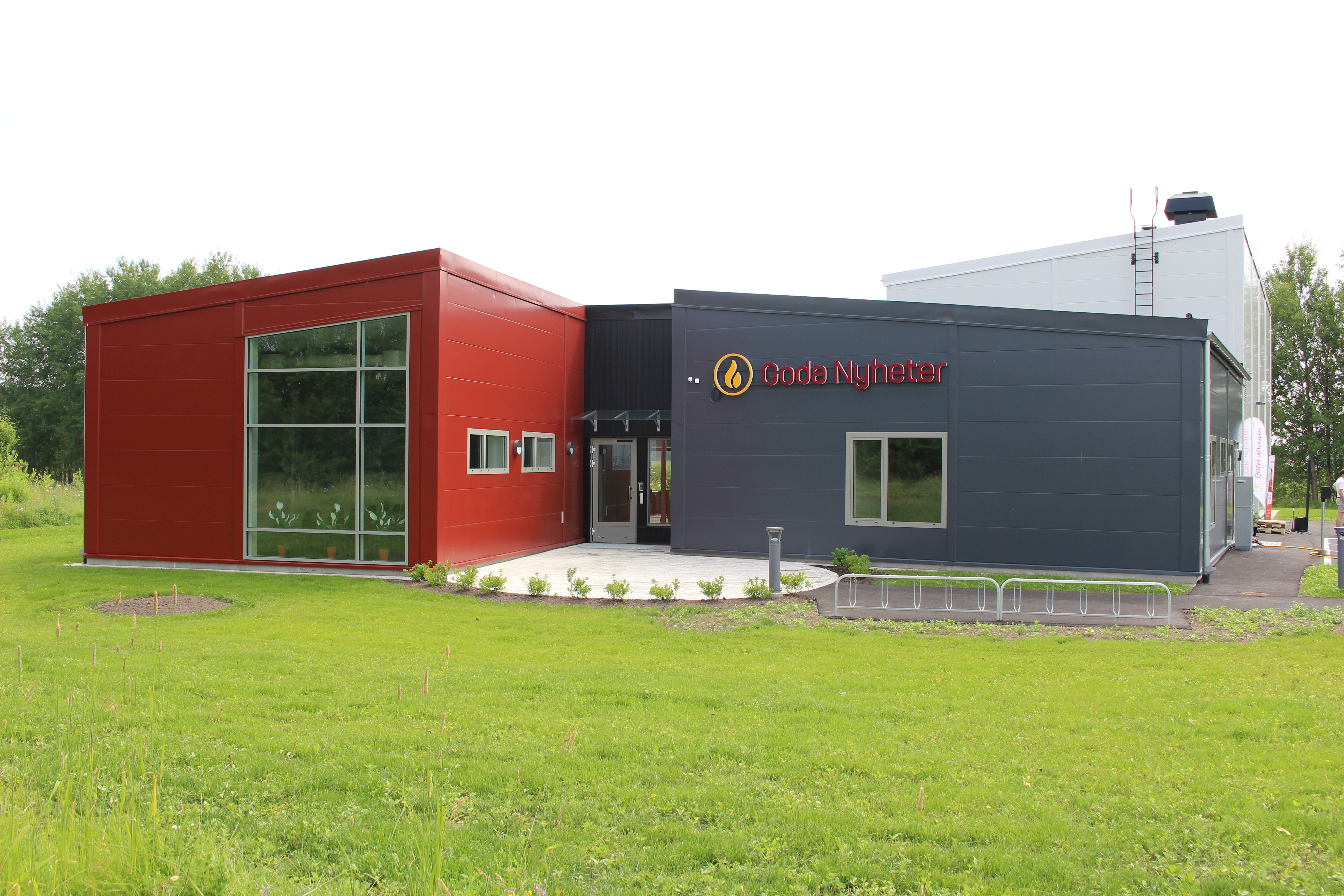
Goda Nyheters kansli i Örebro.

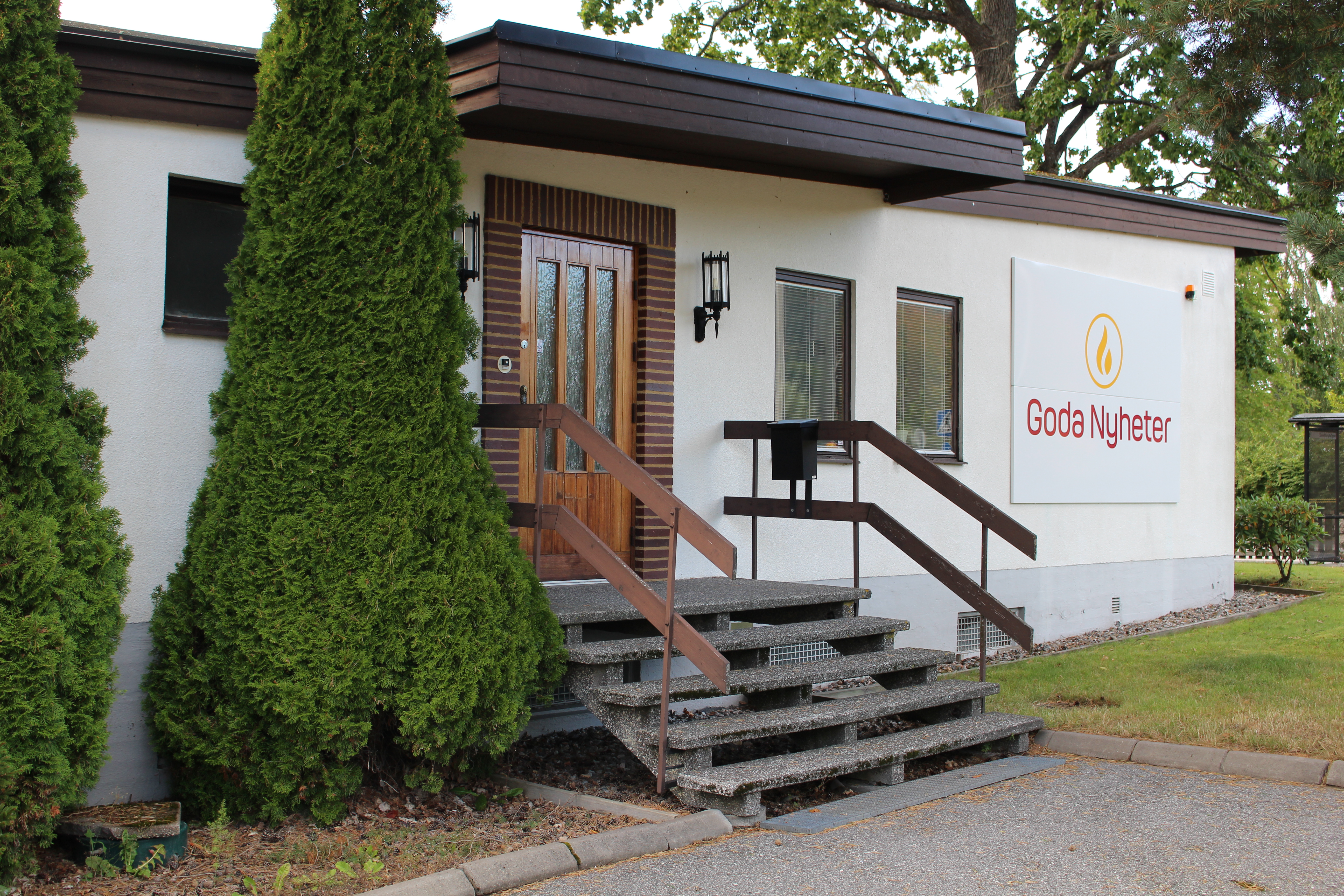
Goda Nyheters tidigare kansli i Örebro.

Goda nyheter – för livet (tidigare Gideoniterna), i vardaglig användning Goda nyheter, är en svensk bibelutdelningsorganisation. Goda nyheters främsta uppgift är att placera biblar och Nya testamenten på hotell, fångvårdsanstalter och inom vården samt överlämna ficktestamenten till bland annat skolungdom, militärer, polis- och räddningstjänst samt sjukvårdspersonal. Kostnaden för de utdelade biblarna täcks genom gåvor från församlingar och enskilda personer. För mottagarna är boken alltid gratis.
Goda nyheter samarbetar internationellt med bibelutdelningsorganisationerna The Gideons in Canada och Good News for Everyone (Storbritannien) inom ShareWord Global.

## Historia
2018 valde det svenska nationsförbundet Gideoniterna att lämna det internationella förbundet The Gideons International. Uträdet föranleddes av det svenska förbundets beslut att ändra sina stadgar för att tillåta även kvinnliga medlemmar, något som är oförenligt med det internationella förbundets regler. Under en övergångsperiod på ett år fick man fortsätta använda namnet Gideoniterna. Det nya namnet Goda Nyheter - för livet introducerades i samband med 100-årsjubileet och årsmötet 2019.